# تيريزا رودريغيز
تيريزا رودريغيز (من مواليد 18 سبتمبر 1981) سياسية إسبانية وعضو في بوديموس. كانت مرشحة رئاسية في بوديموس للانتخابات البرلمانية الأندلسية لعامي 2015 و2018.